# Holcocoleus latus
Holcocoleus latus is een keversoort uit de familie loopkevers (Carabidae). De wetenschappelijke naam van de soort is voor het eerst geldig gepubliceerd in 1851 door LaFerté-Sénectére.